# Goliath (Walibi Holland)
Goliath – stalowa kolejka górska firmy Intamin otwarta 29 marca 2002 roku w holenderskim parku Walibi Holland.

## Historia
Plany budowy nowej atrakcji wiążą się z rozpoczętą w 1998 roku procedurą remontu parku (ówcześnie jeszcze pod nazwą Walibi Flevo), w celu przejęcia go w 2000 roku przez sieć amerykańską sieć parków rozrywki Six Flags.
Kolejka została otwarta w 2002 roku, już po przejęciu parku przez Six Flags (pod nazwą Six Flags Holland). Jej konstrukcja ma stanowić niższy odpowiednik kolejek typu hyper coaster budowanych w tym czasie w parkach Six Flags przy udziale szwajcarskiej firmy Intamin i niemieckiego biura projektowego Ingenieur-Büro Stengel.
W sezonie 2017, z okazji 15-lecia budowy, kolejka została przemalowana na kolor granatowy i czarny.

## Opis przejazdu
Po opuszczeniu stacji pociąg natychmiast rozpoczyna wjazd na główne wzniesienie o wysokości 46,8 m, na które wciągany jest przy pomocy wyciągu linowego. Pociąg zjeżdża ze wzniesienia pod kątem 70° o 46 m w dół, po czym pokonuje strome wzniesienie o silnych przeciążeniach ujemnych (airtime), wykonuje lekki skręt w lewo, pokonuje element Stengel Dive, na którym pochyla się o 121° w prawo, przejeżdża przez lewoskrętną 270° spiralę, prawoskrętne wzniesienie w kształcie litery S, kolejną prawoskrętną 360° spiralę, która przechodzi w następne wzniesienie w kształcie litery S oraz z rzędu trzy niewielkie wzniesienia z przeciążeniami ujemnymi (bunny hops). Następnie pociąg pokonuje slalom, zawraca o 180° w prawo, zostaje wyhamowany i powraca na stację.

## Tematyzacja
Kolejka nie posiada motywu przewodniego. Jedynym elementem dekoracyjnym jest wielkoformatowy napis z nazwą kolejki. Pierwotnie tor kolejki był zielony, a podpory fioletowe. Kolejka została przemalowana – od sezonu 2017 tor jest granatowy, a podpory czarne.

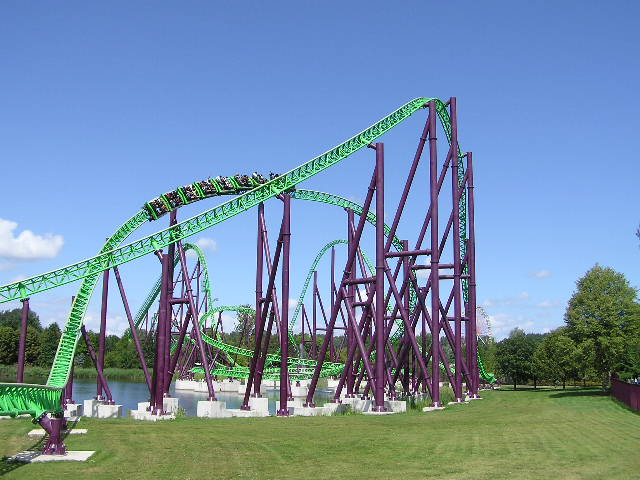
Goliath w oryginalnym malowaniu.
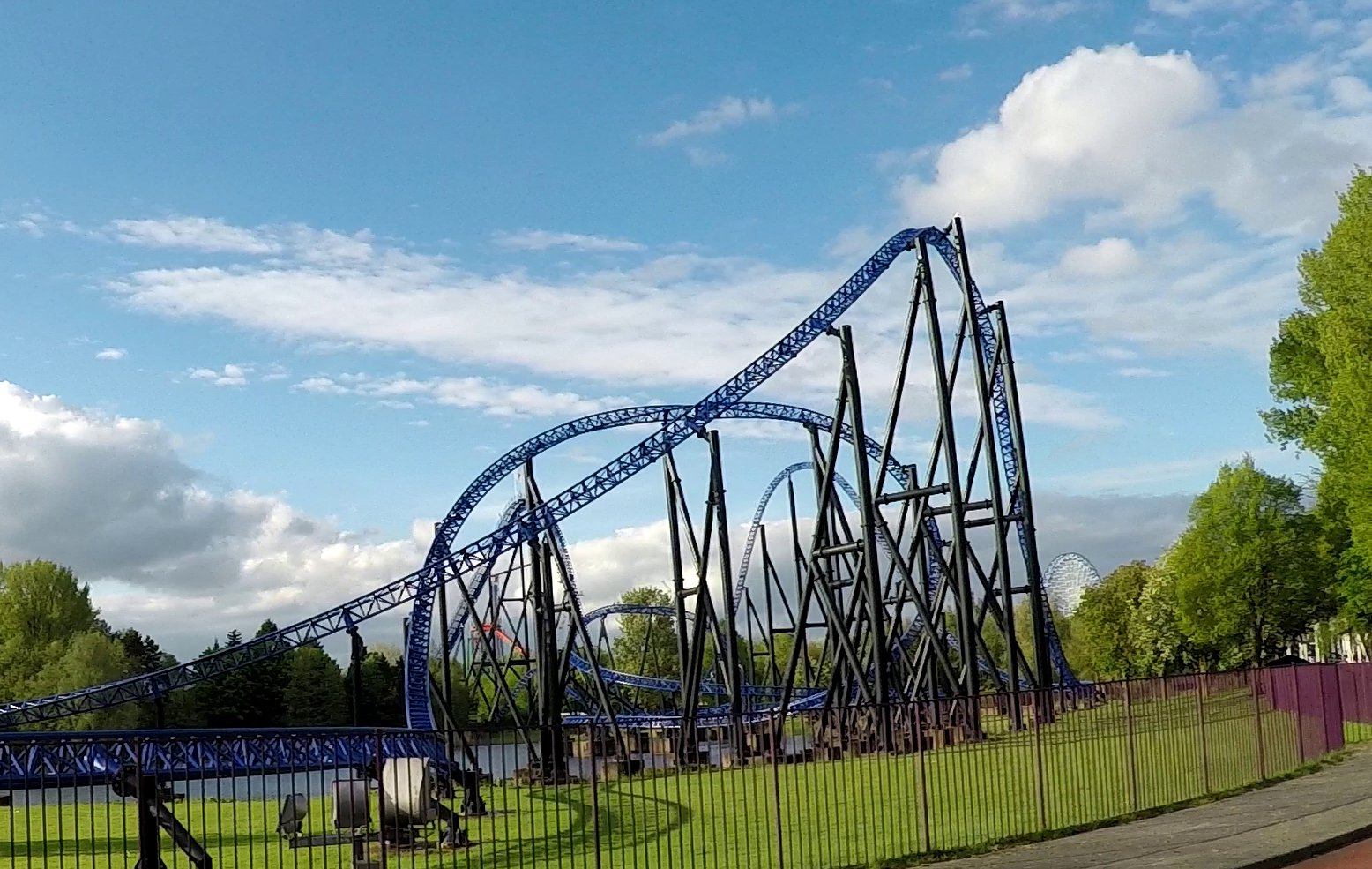
Goliath w malowaniu z 2017 roku.
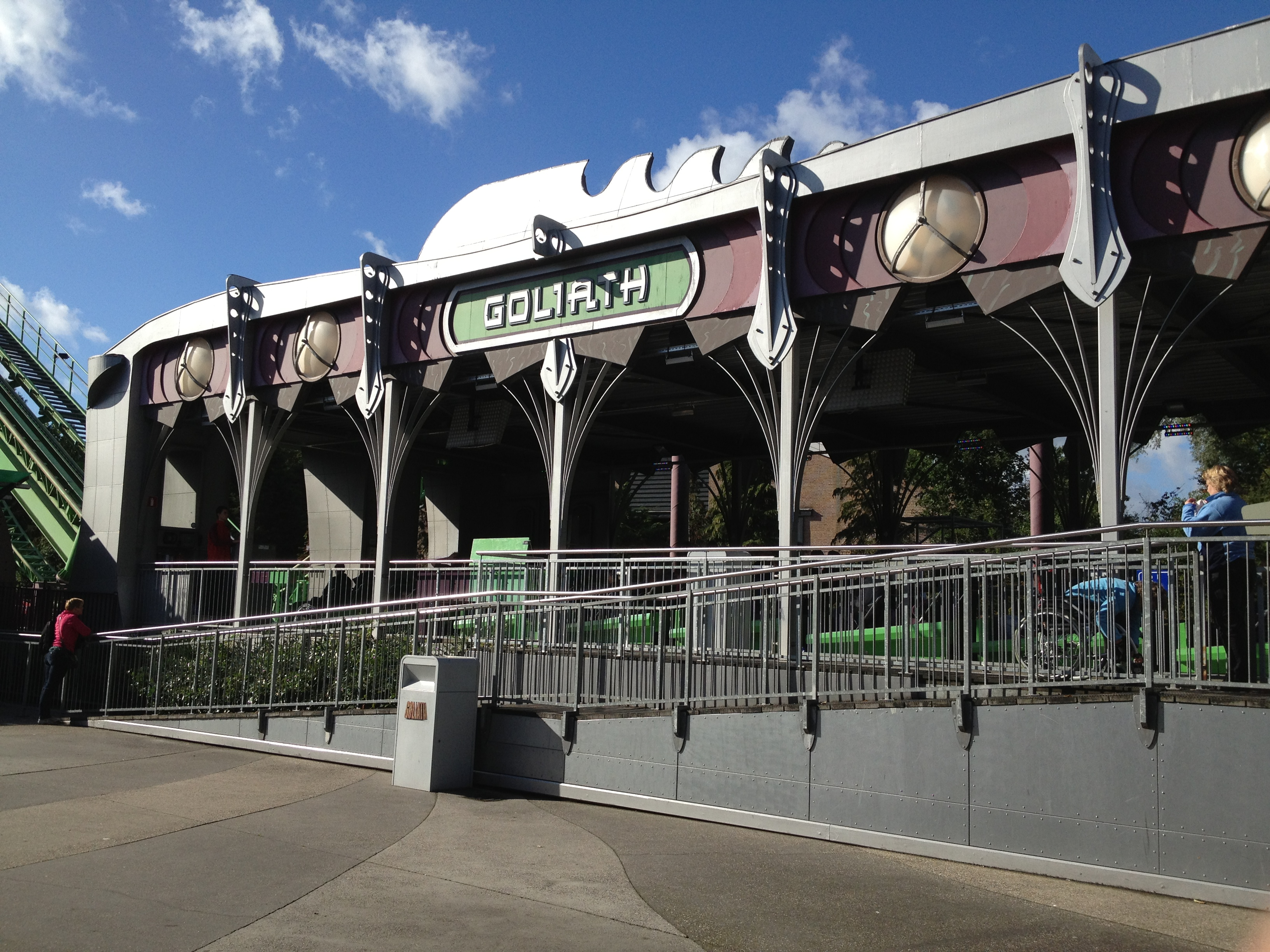
Stacja kolejki.
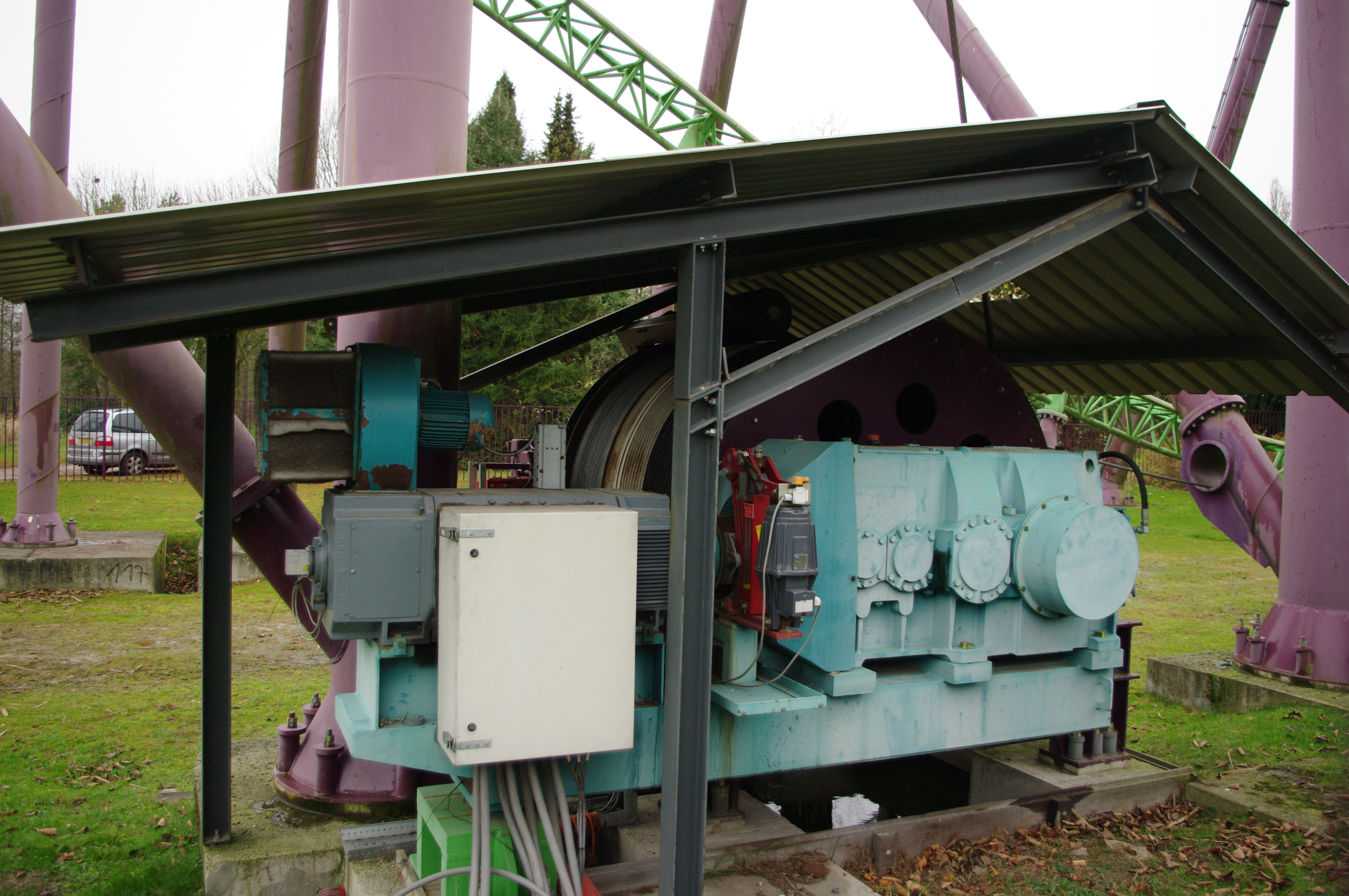
Napęd wyciągu linowego.

## Incydent z 31 października 2009 roku
W dniu 31 października 2009 roku ok. godziny 13:30 czasu miejscowego 16-letnia dziewczyna została ranna w wyniku uderzenia w głowę elementem dekoracji podczas oczekiwania w kolejce na przejazd roller coasterem. Przeprowadzony przez park przegląd wykazał, że pozostałe elementy dekoracji nie zagrażają gościom parku, a kolejka może być ponownie oddana do użytku.